# Cardotiella schlotheimiaeformis
Cardotiella schlotheimiaeformis là một loài Rêu trong họ Orthotrichaceae. Loài này được (Paris) Vitt mô tả khoa học đầu tiên năm 1981.